# 不二家フードサービス
株式会社不二家フードサービス（ふじやフードサービス、英称:Fujiya Food Service Co.,Ltd.）は、かつて存在した不二家の連結子会社。ファミリーレストラン・チェーンを展開していた。

## 沿革
- 1978年3月1日 - 株式会社不二家ロードサイドレストラン設立。
- 1978年 - 埼玉県川口市に、1号店となる川口青木店（現存）を開店。
- 2004年4月1日 - 親会社である不二家の外食事業部門を吸収分割して、株式会社不二家フードサービス（初代）へ商号変更。
- 2007年8月1日 - （初代）が、株式会社みのり（投資会社）と不二家が合弁で設立した株式会社エフアンドビイに事業を譲渡。（初代）は株式会社FFSに商号変更し、エフアンドビイは「株式会社不二家フードサービス」に商号変更。その後FFSは会社清算された。
- 2021年7月1日 - 親会社である不二家が吸収合併し、解散。

## 店舗業態
- 不二家レストラン - メインブランド。
- Five F Dining(ファイブ・エフ・ダイニング) - 小田急百貨店新宿店12Fにある。
- アンパンマン＆ペコズ キッチン - 各地のアンパンマンこどもミュージアム内に出店。
- プレミアム ミルキーソフトクリーム - ソフトクリーム専門店。
- 銀座不二家みやちく - 宮崎牛をメイン食材とした高級鉄板焼き料理店。

### 廃止された店舗業態
- ブロンズパロット - 実験的に展開していたファミリーレストラン。

## 店舗

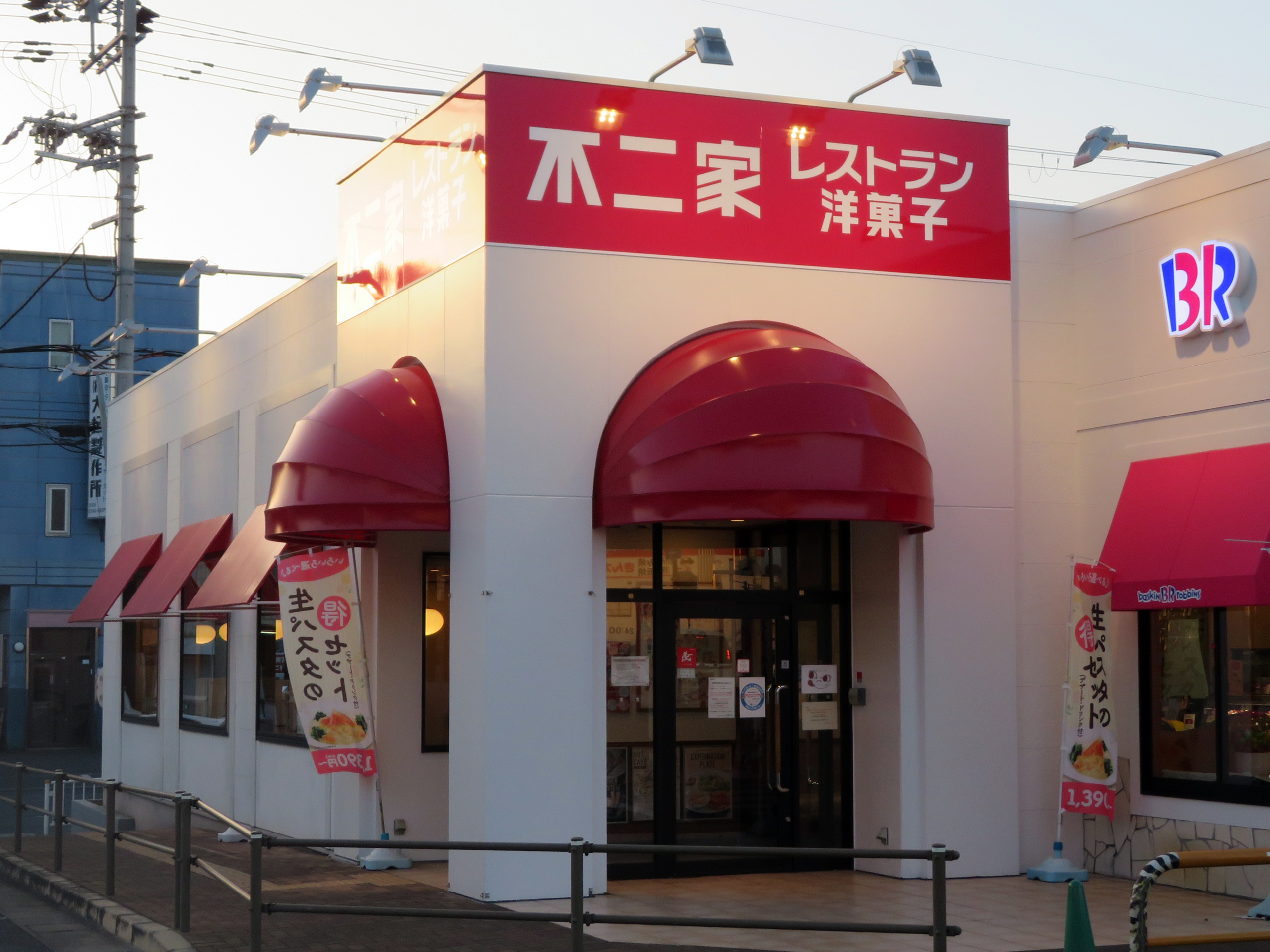
不二家レストラン東大阪店

営業中の店舗については不二家レストラン店舗案内を参照。

### 閉鎖された店舗
- 北海道
  - 白石中央店（2009年2月1日閉店）
  - 札幌店（2009年3月29日閉店）
- 茨城県
  - 丸井水戸店（2008年3月23日閉店）
- 栃木県
  - 小山店（2009年2月1日閉店）
  - 宇都宮東武店（2020年8月31日閉店）
  - 栃木店（2021年6月27日閉店）
- 群馬県
  - 太田浜町店（2009年3月25日閉店）
- 埼玉県
  - 大宮ルミネ店（2007年2月18日閉店）
  - 川口芝店（2009年2月1日閉店）
  - 富士見みずほ台店（2009年3月22日閉店）
  - 浦和埼大通り店（2009年3月29日閉店）
  - 浦和コルソ店（2018年5月13日閉店）
- 千葉県
  - 市川東大和田店（2007年7月22日閉店）
  - 八千代緑ヶ丘店（2007年7月22日閉店）
  - 船橋店（2007年7月22日閉店）
  - 松戸店（2018年1月14日閉店）
  - 千葉幕張店（2021年6月27日閉店）
- 東京都
  - 池袋パルコ店（2007年3月31日閉店）
  - 戸田橋店（2007年6月20日閉店）
  - 三田店（2007年7月22日閉店）
  - 清瀬店（2009年2月1日閉店）
  - 錦糸町テルミナ店（2014年1月13日閉店）
- 神奈川県
  - 長後店（2007年7月22日閉店）
  - 港南台日野店（2007年7月22日閉店）
  - 茅ヶ崎店（2007年7月22日閉店）
  - 下平間店（2007年7月22日閉店）
  - 横浜シアル店（2008年8月31日閉店）
  - 川崎BE店（2009年1月14日閉店）
  - ミルキーソフト横浜西口店（2009年2月15日閉店）
  - ミルキーソフトクイーンズスクエア横浜店（2009年3月22日閉店）
  - 南橋本店（2009年3月29日閉店）
  - 横浜西口店（2009年4月5日閉店）
  - 日の出町店（2012年3月4日閉店）
  - 高田町店（2018年1月28日閉店）
  - 北里病院前店（2021年6月27日閉店）
- 新潟県
  - 新潟アークプラザ店（2009年2月1日閉店）
  - 新潟女池店（2009年2月1日閉店）
- 岐阜県
  - 岐阜入船店（2007年1月15日閉店）
- 静岡県
  - 浜松プラザ店（2007年8月26日閉店）
  - 三島店（2018年1月14日閉店）
- 愛知県
  - 塩釜口店（2009年3月22日閉店）
  - 御器所通店（2009年3月25日閉店）
- 京都府
  - 四条店（2011年1月5日閉店）
- 大阪府
  - 戎橋店（2007年3月31日閉店）
  - 豊中店（2007年7月22日閉店）
  - くずはモール店（2007年8月19日閉店）
  - 新阪急ビル店（2014年3月31日閉店）
  - 泉大津松の浜店（2015年1月12日閉店）
  - 阪急三番街店（2017年8月31日閉店）
  - 銀座不二家みやちく（2017年10月15日閉店）
  - 渋谷店（2017年12月13日閉店）
- 兵庫県
  - 三木店（2009年2月1日閉店）
  - 加古川店（2015年1月4日閉店）
  - 太子町店（2018年1月14日閉店）
  - 南塚口店（2021年6月27日閉店）
- 岡山県
  - 岡山店（2007年3月18日閉店）